# Masked Singer
 (avril 2022).
- Si vous ne connaissez pas le sujet, laissez ce bandeau (vous pouvez alors contacter les auteurs).
- Si vous supprimez le contenu mis en cause (vous pouvez préalablement contacter les auteurs),

argumentez précisément cette suppression dans la page de discussion
(un manque de référence n'est pas un argument ; une recherche réelle de référence doit avoir été effectuée, être formellement documentée).

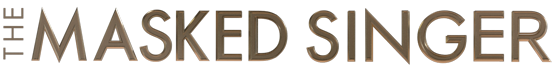
Logo de la franchise

Masked Singer est une franchise internationale de jeux télévisés. Elle a été développée en Corée du Sud par Munhwa Broadcasting Corporation. Le format est le suivant : des célébrités se présentent anonymement pour chanter dans des costumes et perdent si elles sont démasquées.

## Règles principales
Un panel de jurés, appelés enquêteurs, doit trouver l'identité de célébrités qui se trouvent derrière des costumes et masques (majoritairement d'animaux), lesquelles chantent et livrent progressivement des indices.
En fonction des pays, le format peut avoir des règles différentes.

## Masked Singerdans le monde
actuellement diffusée
 prochainement diffusée
 plus diffusée
| Pays/Région        | Titre local                                   | Chaine                                 | Présentation |
| ------------------ | --------------------------------------------- | -------------------------------------- | --- |
| Afrique du Sud     | The Masked Singer South Africa                | SABC 2                                 | Jolene Martin-Morgan |
| Allemagne          | The Masked Singer                             | ProSieben                              | Matthias Opdenhövel |
| Argentine          | Quien es la Mascara Argentina                 | Telefe                                 | Natalia Oreiro |
| Arménie            | Masquerade (Դիմակահանդես)                     | Arménie 1                              | Feliks Khachatryan |
| Australie          | The Masked Singer Australia                   | Network Ten                            | Osher Günsberg |
| Autriche           | The Masked Singer Austria                     | Puls 4                                 | Arabella Kiesbauer (saison 1) Mirjam Weichselbraun (saison 2)                                                              |
| Belgique           | The Masked Singer                             | VTM                                    | Niels Destadsbader (saisons 1 et 2) Jens Dendoncker (saison 3)                                                             |
| Brésil             | The Masked Singer Brasil                      | TV Globo                               | Ivete Sangalo (saisons 1 et 4) Eliana (saison 5)                                                                           |
| Bulgarie           | Маскираният певец                             | Nova Television                        | Dimitar Rachkov (Saison 1) Vasil Vasilev-Zueka (Saison 1 et 2) Gerasim Georgiev (Saison 2 et 3) Krasimir Radkov (Saison 3) |
| Canada             | Chanteurs masqués                             | TVA                                    | Guillaume Lemay-Thivierge (Saison 1 à 3) Sébastien Benoit (Saison 4)                                                       |
| Chili              | ¿Quién es la máscara?                         | Chilevisión                            | Omar Chaparro Adriam Uribe                                                                                                 |
| Chine (Mandarin)   | King of Mask Singer (蒙面歌王)                | JSTV                                   | Li Hao |
| Corée du Sud       | King of Mask Singer (version originale)       | MBC                                    | Kim Sung-joo |
| Colombie           | Quien es la Mascara                           | RCN Televisión                         | Piter Albeiro |
| Croatie            | Masked Singer                                 | RTL Televizija                         | Antonija Blaće |
| Danemark           | Hvem holder masken?                           | TV 2                                   | Ibi Makienok |
| Espagne            | Mask Singer: adivina quién canta              | Antena 3                               | Arturo Valls |
| Estonie            | Maskis laulja                                 | TV3                                    | Mart Sander |
| États-Unis         | The Masked Singer                             | Fox                                    | Nick Cannon |
| Finlande           | Masked Singer Suomi                           | MTV3                                   | Ilkka Uusivuori |
| France             | Mask Singer                                   | TF1                                    | Camille Combal, |
| Indonésie          | The Mask Singer Indonesia                     | GTV                                    | John Martin Tumbel |
| Israël             | The Singer in the Mask (הזמר במסכה)           | Canal 12                               | Ido Rosenblum |
| Italie             | Il Cantante Mascherato                        | Rai 1                                  | Milly Carlucci |
| Lettonie           | Balss Maskā                                   | TV3                                    | Mārtiņš Spuris |
| Lituanie           | Kaukės                                        | LNK                                    | Giedrius Savickas |
| Mexique            | Who is The Mask? (¿Quién es la máscara?)      | Televisa                               | Omar Chaparro (Saison 1-2 et 4) Adrían Uribe (Saison 3)                                                                    |
| Norvège            | Maskorama                                     | NRK1                                   | Silje Nordnes |
| Nouvelle-Zélande   | The Masked Singer NZ                          | Three                                  | Clinton Randell |
| Pays-Bas           | The Masked Singer                             | RTL 4                                  | Ruben Nicolai |
| Pérou              | Quien es la Mascara                           | Latina Televisión                      | Mathías Brivio |
| Pologne            | Mask Singer                                   | TVN                                    | Michał Meyer |
| Portugal           | A Máscara                                     | SIC                                    | João Manzarra (en) |
| Roumanie           | Masked Singer România                         | Pro TV                                 | George Papagheorghe (Saison 1) Pavel Bartoș (Saison 2)                                                                     |
| Royaume-Uni        | The Masked Singer                             | STV                                    | Joel Dommett (en), |
| Russie             | Mask (Маска)                                  | NTV                                    | Vyacheslav Makarov |
| Suède              | Masked Singer Sverige                         | TV4                                    | David Hellenius |
| Suisse             | The Masked Singer Switzerland                 | ProSieben Schweiz                      | Alexandra Maurer |
| Tchéquie Slovaquie | Zlatá maska                                   | Prima TV (Tchéquie) TV JOJ (Slovaquie) | Martin Rausch |
| Thaïlande          | The Mask Singer" (เดอะแมสก์ซิงเกอร์ หน้ากากนักร้อง) | Workpoint TV                           | Kan Kantathavorn |
| Turquie            | Maske Kimsin Sen?                             | FOX                                    | Tansel Öngel |
| Ukraine            | Mask (Маска)                                  | Ukraina                                | Volodymyr Ostapchuk |
| Uruguay            | ¿Quien es la Mascara? Uruguay                 | Teledoce                               | Maximiliano de la Cruz (en)                                                                                                |
| Vietnam            | The Mask Singer (Mặt nạ Ngôi Sao),            | HTV7                                   | Hoàng Rapper |
| Monde arabe        | the Masked Singer إنت مين                     | Middle East Broadcasting Center        | Annabella Hilal (en) |

## En Corée du Sud (2015- )
C'est dans ce pays que l'émission est diffusée pour la première fois sous le nom de King of Mask Singer.
L'acteur canadien Ryan Reynolds y a participé en 2019, comme l'acteur et humoriste Ken Jeong (juré de la version américaine).

## Aux États-Unis (2019- )
L'émission est animée par Nick Cannon.
Le jury se compose de Ken Jeong, Jenny McCarthy, Robin Thicke et Nicole Scherzinger. Des personnalités sont invitées à rejoindre le jury sur certains épisodes.

## En Allemagne (2019- )
L'émission est animée par Matthias Opdenhövel (en).
Le jury de la première saison se compose de Ruth Moschner, Collien Ulmen-Fernandes et Max Giesinger. Des personnalités sont invitées à rejoindre le jury sur certains épisodes.
Seule Ruth Moschner rempile pour la deuxième saison. Elle est rejoint par Rea Garvey et d'autres personnalités invitées comme jurés-enquêteurs.
Légende

### Saison 1 (2019)
La saison 1 est diffusée du 27 juin 2019 au 1er août 2019.
| Astronaute | Max Mutzke (en)         | Chanteur                                           |  |  |  |  |  |  |  |  |  |  |  |  |  |  |
| Sauterelle | Gil Ofarim              | Chanteur et fils d’Abi Ofarim                      |  |  |  |  |  |  |  |  |  |  |  |  |  |  |
| Ange       | Bülent Ceylan           | Comédien                                           |  |  |  |  |  |  |  |  |  |  |  |  |  |  |
| Monstre    | Susianna Kentikian      | Boxeuse                                            |  |  |  |  |  |  |  |  |  |  |  |  |  |  |
| Kudu       | Daniel Aminati (en)     | Présentateur de télévision                         |  |  |  |  |  |  |  |  |  |  |  |  |  |  |
| Panthère   | Stefanie Hertel         | Chanteuse                                          |  |  |  |  |  |  |  |  |  |  |  |  |  |  |
| Écureuil   | Marcus Schenkenberg     | Mannequin et acteur suédois, ex de Pamela Anderson |  |  |  |  |  |  |  |  |  |  |  |  |  |  |
| Cacatoès   | Heinz Hoenig            | Acteur                                             |  |  |  |  |  |  |  |  |  |  |  |  |  |  |
| Papillon   | Susan Sideropoulos (en) | Actrice et chanteuse                               |  |  |  |  |  |  |  |  |  |  |  |  |  |  |
| Pieuvre    | Lucy Diakovska          | Chanteuse bulgare membre du groupe No Angels       |  |  |  |  |  |  |  |  |  |  |  |  |  |  |

### Saison 2 (2020)
La saison 2 est diffusée depuis 10 mars 2020
À la suite de la pandémie de Covid-19, le chanteur Angelo Kelly (de), déguisé en cafard, décide d'abandonner la compétition lors de la troisième semaine.
| Paresseux      | Tom Beck              | Comédien et chanteur                           |  |  |  |  |  |  |  |  |  |  |  |  |  |  |  |  |
| Boule de poils | Mike Singer           | Chanteur                                       |  |  |  |  |  |  |  |  |  |  |  |  |  |  |  |  |
| Dragon         | Gregor Meyle (en)     | Musicien                                       |  |  |  |  |  |  |  |  |  |  |  |  |  |  |  |  |
| Lapin          | Sonja Zietlow (en)    | Animatrice et productrice de télévision        |  |  |  |  |  |  |  |  |  |  |  |  |  |  |  |  |
| Caméléon       | Dieter Hallervorden   | Humoriste, chanteur, doubleur et acteur        |  |  |  |  |  |  |  |  |  |  |  |  |  |  |  |  |
| Robot          | Caroline Beil         | Actrice, chanteuse et animatrice de télévision |  |  |  |  |  |  |  |  |  |  |  |  |  |  |  |  |
| Déesse         | Rebecca Immanuel      | Comédienne                                     |  |  |  |  |  |  |  |  |  |  |  |  |  |  |  |  |
| Cafard         | Angelo Kelly (de)     | Chanteur, membre de The Kelly Family           |  |  |  |  |  |  |  |  |  |  |  |  |  |  |  |  |
| Chauve-souris  | Franziska Knuppe (en) | Mannequin                                      |  |  |  |  |  |  |  |  |  |  |  |  |  |  |  |  |
| Dalmatien      | Stefanie Heinzmann    | Chanteuse                                      |  |  |  |  |  |  |  |  |  |  |  |  |  |  |  |  |

### Saison 3 (2020)
| Squelette      | Sarah Lombardi (en)  | Chanteuse                               |  |  |  |  |  |  |  |  |  |  |  |  |  |  |  |
| Extraterrestre | Alec Völkel (de)     | Chanteur, membre du groupe The BossHoss |  |  |  |  |  |  |  |  |  |  |  |  |  |  |  |
| Hippopotame    | Nelson Müller (en)   | Chef cuisinier                          |  |  |  |  |  |  |  |  |  |  |  |  |  |  |  |
| Anubis         | Ben Blümel (en)      | Chanteur et animateur                   |  |  |  |  |  |  |  |  |  |  |  |  |  |  |  |
| Suricates      | Daniela Katzenberger | Candidate de télé-réalité               |  |  |  |  |  |  |  |  |  |  |  |  |  |  |  |
| Suricates      | Lucas Cordalis (de)  | Chanteur                                |  |  |  |  |  |  |  |  |  |  |  |  |  |  |  |
| Chat           | Vicky Leandros       | Chanteuse                               |  |  |  |  |  |  |  |  |  |  |  |  |  |  |  |
| Grenouille     | Wigald Boning        | Humoriste et animateur                  |  |  |  |  |  |  |  |  |  |  |  |  |  |  |  |
| Alpaga         | Sylvie Meis          | Mannequin et animatrice de télévision   |  |  |  |  |  |  |  |  |  |  |  |  |  |  |  |
| Homard         | Jochen Schropp (en)  | Acteur et animateur de télévision       |  |  |  |  |  |  |  |  |  |  |  |  |  |  |  |
| Abeille        | Veronica Ferres      | Actrice                                 |  |  |  |  |  |  |  |  |  |  |  |  |  |  |  |

### Saison 4 (2021)
La quatrième saison de la version allemande de l'émission est diffusée entre le 16 février et le 23 mars 2021.
| Dinosaure           | Sasha (en)                    | Chanteur                                 |  |  |  |  |  |  |  |  |  |  |  |  |  |  |  |
| Léopard             | Cassandra Steen               | Chanteuse                                |  |  |  |  |  |  |  |  |  |  |  |  |  |  |  |
| Flamant rose        | Ross Antony (en)              | Chanteur et animateur                    |  |  |  |  |  |  |  |  |  |  |  |  |  |  |  |
| Tortue              | Thomas Anders                 | Chanteur                                 |  |  |  |  |  |  |  |  |  |  |  |  |  |  |  |
| Monstre de l'espace | Thore Schölermann             | Acteur                                   |  |  |  |  |  |  |  |  |  |  |  |  |  |  |  |
| Taureau             | Guildo Horn                   | Chanteur et acteur                       |  |  |  |  |  |  |  |  |  |  |  |  |  |  |  |
| Poussin             | Judith Rakers                 | Journaliste, présentatrice de Tagesschau |  |  |  |  |  |  |  |  |  |  |  |  |  |  |  |
| Quokka              | Henning Baum                  | Acteur                                   |  |  |  |  |  |  |  |  |  |  |  |  |  |  |  |
| Licorne             | Franziska van Almsick         | Championne du monde de natation          |  |  |  |  |  |  |  |  |  |  |  |  |  |  |  |
| Cochon              | Katrin Müller-Hohenstein (en) | Journaliste sportive                     |  |  |  |  |  |  |  |  |  |  |  |  |  |  |  |

### Saison 5 (2021)
La cinquième saison de la version allemande de l'émission est diffusée du 17 octobre au 20 novembre 2021.
| Monstre de poubelle | Alexander Klaws       | Chanteur                                |  |  |  |  |  |  |  |  |  |  |  |  |  |  |  |
| Chenille            | Sandy Mölling         | Chanteuse                               |  |  |  |  |  |  |  |  |  |  |  |  |  |  |  |
| Héroïne             | Christina Stürmer     | Chanteuse                               |  |  |  |  |  |  |  |  |  |  |  |  |  |  |  |
| Carlin              | Carolin Niemczyk (de) | Chanteuse, membre de Glasperlenspiel    |  |  |  |  |  |  |  |  |  |  |  |  |  |  |  |
| Axolotl             | Andrea Sawatzki       | Actrice                                 |  |  |  |  |  |  |  |  |  |  |  |  |  |  |  |
| Ours en peluche     | Annemarie Carpendale  | Animatrice de télévision                |  |  |  |  |  |  |  |  |  |  |  |  |  |  |  |
| Phénix              | Samuel Koch (en)      | Acteur                                  |  |  |  |  |  |  |  |  |  |  |  |  |  |  |  |
| Moufette            | Peter Kraus           | Acteur et chanteur                      |  |  |  |  |  |  |  |  |  |  |  |  |  |  |  |
| Requin-marteau      | Pierre Littbarski     | Ancien joueur de football et entraîneur |  |  |  |  |  |  |  |  |  |  |  |  |  |  |  |
| Piment              | Jens Riewa            | Animateur de télévision                 |  |  |  |  |  |  |  |  |  |  |  |  |  |  |  |

### Saison 6 (2022)
La sixième saison de la version allemande de l'émission est diffusée du 19 mars au 23 avril 2022.
| Zèbre          | Ella Endlich        | Chanteuse                |  |  |  |  |  |  |  |  |  |  |  |  |  |  |  |
| Diable épineux | Mark Keller         | Acteur                   |  |  |  |  |  |  |  |  |  |  |  |  |  |  |  |
| Boule disco    | Jeanette Biedermann | Chanteuse et comédienne  |  |  |  |  |  |  |  |  |  |  |  |  |  |  |  |
| Troll          | Nora Tschirner      | Actrice                  |  |  |  |  |  |  |  |  |  |  |  |  |  |  |  |
| Etoile de mer  | Jasna Fritzi Bauer  | Actrice                  |  |  |  |  |  |  |  |  |  |  |  |  |  |  |  |
| Gorille        | Rúrik Gíslason      | Footballeur              |  |  |  |  |  |  |  |  |  |  |  |  |  |  |  |
| Extraterrestre | Joana Zimmer        | Chanteuse                |  |  |  |  |  |  |  |  |  |  |  |  |  |  |  |
| Koala          | Paul Potts          | Ténor                    |  |  |  |  |  |  |  |  |  |  |  |  |  |  |  |
| Mouette        | Chemo Jobaty        | Journaliste et animateur |  |  |  |  |  |  |  |  |  |  |  |  |  |  |  |
| Brilli         | Jeannine Michaelsen | Animatrice de télévision |  |  |  |  |  |  |  |  |  |  |  |  |  |  |  |

### Saison 7 (2022)
La septième saison de la version allemande de l'émission est diffusée du 1er octobre au 5 novembre 2022.
| Taupe         | Daniel Donskoy       | Acteur                                   |  |  |  |  |  |  |  |  |  |  |  |  |  |  |  |
| Loup-garou    | BLD                  | Rappeur                                  |  |  |  |  |  |  |  |  |  |  |  |  |  |  |  |
| Robot rouillé | Rick Kavanian        | Comédien                                 |  |  |  |  |  |  |  |  |  |  |  |  |  |  |  |
| Fée des dents | Leslie Clio          | Chanteuse                                |  |  |  |  |  |  |  |  |  |  |  |  |  |  |  |
| Goldi         | Armin Rohde          | Acteur                                   |  |  |  |  |  |  |  |  |  |  |  |  |  |  |  |
| Black Mamba   | Felix von Jascheroff | Acteur                                   |  |  |  |  |  |  |  |  |  |  |  |  |  |  |  |
| Sifflet       | Thomas Hayo          | Directeur artistique et metteur en scène |  |  |  |  |  |  |  |  |  |  |  |  |  |  |  |
| Morse         | Jutta Speidel        | Actrice                                  |  |  |  |  |  |  |  |  |  |  |  |  |  |  |  |
| Brocoli       | Katja Burkhardt      | Animatrice de télévision                 |  |  |  |  |  |  |  |  |  |  |  |  |  |  |  |

### Saison 8 (2023)
La huitième saison de la version allemande de l'émission est diffusée du 1er avril au 6 mai 2023.
| Bec-en-sabot | Luca Hänni         | Chanteur                              |  |  |  |  |  |  |  |  |  |  |  |  |  |  |  |
| Hérisson     | Felicitas Woll     | Actrice                               |  |  |  |  |  |  |  |  |  |  |  |  |  |  |  |
| Tarentule    | Patricia Kelly     | Chanteuse                             |  |  |  |  |  |  |  |  |  |  |  |  |  |  |  |
| Eléphant     | Melissa Khalaj     | Animatrice de télévision              |  |  |  |  |  |  |  |  |  |  |  |  |  |  |  |
| Toast        | Inka Bause         | Chanteuse et animatrice de télévision |  |  |  |  |  |  |  |  |  |  |  |  |  |  |  |
| Hippocampe   | Anna Loos          | Chanteuse et actrice                  |  |  |  |  |  |  |  |  |  |  |  |  |  |  |  |
| Champignon   | Marianne Rosenberg | Chanteuse                             |  |  |  |  |  |  |  |  |  |  |  |  |  |  |  |
| Raton-laveur | Daniel Boschmann   | Animateur                             |  |  |  |  |  |  |  |  |  |  |  |  |  |  |  |
| Kangourou    | Jan Josef Liefers  | Acteur et chanteur                    |  |  |  |  |  |  |  |  |  |  |  |  |  |  |  |

### Saison 9 (2023)
La neuvième saison de la version allemande de l'émission est diffusée du 18 novembre au 23 décembre 2023.
| Princesse des glaces | Jennifer Weist       | Chanteuse            |  |  |  |  |  |  |  |  |  |  |  |  |  |  |  |
| Lulatsch             | Pasquale Aleardi     | Acteur               |  |  |  |  |  |  |  |  |  |  |  |  |  |  |  |
| Mustang              | Hendrik Duryn        | Acteur               |  |  |  |  |  |  |  |  |  |  |  |  |  |  |  |
| Troll                | Mieze Katz           | Chanteuse            |  |  |  |  |  |  |  |  |  |  |  |  |  |  |  |
| Lutin (Klaus Claus)  | Tim Bendzko          | Musicien             |  |  |  |  |  |  |  |  |  |  |  |  |  |  |  |
| Kiwi                 | Uwe Ochsenknecht     | Acteur               |  |  |  |  |  |  |  |  |  |  |  |  |  |  |  |
| Souris martienne     | Jenke von Wilmsdorff | Chanteuse            |  |  |  |  |  |  |  |  |  |  |  |  |  |  |  |
| Extincteur           | Eva Padberg          | Actrice et mannequin |  |  |  |  |  |  |  |  |  |  |  |  |  |  |  |
| Okapi                | Katja Ebstein        | Chanteuse            |  |  |  |  |  |  |  |  |  |  |  |  |  |  |  |

### Saison 10 (2024)
La dixième saison de la version allemande de l'émission est diffusée du 6 avril au 18 mai 2024.
| Puce           | Mirja Boes               | Humoriste et chanteuse  |  |  |  |  |  |  |  |  |  |  |  |  |  |  |  |
| Tongs          | Heiko et Romann Lochmann | Youtubeurs et chanteurs |  |  |  |  |  |  |  |  |  |  |  |  |  |  |  |
| Mustang        | Hendrik Duryn            | Acteur                  |  |  |  |  |  |  |  |  |  |  |  |  |  |  |  |
| Crocodile      | Sebastian Krumbiegel     | Chanteur                |  |  |  |  |  |  |  |  |  |  |  |  |  |  |  |
| Elfe           | Nadja Benaissa           | Chanteuse               |  |  |  |  |  |  |  |  |  |  |  |  |  |  |  |
| Chien robot    | Nazan Eckes              | Actrice                 |  |  |  |  |  |  |  |  |  |  |  |  |  |  |  |
| Barbe à papa   | Annett Louisan           | Chanteuse               |  |  |  |  |  |  |  |  |  |  |  |  |  |  |  |
| Lionceau       | Uschi Glas               | Actrice                 |  |  |  |  |  |  |  |  |  |  |  |  |  |  |  |
| Pomme de terre | Hugo Egon Balder         | Animateur               |  |  |  |  |  |  |  |  |  |  |  |  |  |  |  |

## En Australie (2019- )
L’émission est animée par Osher Günsberg, sur Network Ten.
Le jury est composé de Danii Minogue, Jackie O, Dave Hughes et Lindsay Lohan. Pour la deuxième saison, en raison des mesures prises pour contrer la crise du coronavirus, Lindsay Lohan ne peut être de retour dans le jury, elle est remplacée par la comédienne Urzila Carlson.
Légende

### Saison 1 (2019)
| Masque         | Célébrité       | Occupation                                         | Épisodes | Épisodes | Épisodes | Épisodes | Épisodes | Épisodes | Épisodes | Épisodes | Épisodes |
| Masque         | Célébrité       | Occupation                                         | 1        | 2        | 3        | 4        | 5        | 6        | 7        | 8        | 10       |
| -------------- | --------------- | -------------------------------------------------- | -------- | -------- | -------- | -------- | -------- | -------- | -------- | -------- | -------- |
| Robot          | Cody Simpson    | Acteur et chanteur                                 |          |          |          |          |          |          |          |          |          |
| Loup           | Rob Mills       | Acteur et chanteur                                 |          |          |          |          |          |          |          |          |          |
| Monstre        | Gorgi Coghlan   | Journaliste, animatrice de télévision et chanteuse |          |          |          |          |          |          |          |          |          |
| Licorne        | Deni Hines      | Chanteuse                                          |          |          |          |          |          |          |          |          |          |
| Araignée       | Paulini         | Chanteuse, compositrice et actrice                 |          |          |          |          |          |          |          |          |          |
| Lion           | Kate Ceberano   | Chanteuse                                          |          |          |          |          |          |          |          |          |          |
| Dragon         | Adam Brand      | Chanteur et compositeur de country                 |          |          |          |          |          |          |          |          |          |
| Crevette       | Darren McMullen | Animateur de télévision et de radio                |          |          |          |          |          |          |          |          |          |
| Rhinocéros     | Wendell Sailor  | Ancien joueur de rugby à XIII et de rugby à XV     |          |          |          |          |          |          |          |          |          |
| Extraterrestre | Nikki Webster   | Chanteuse et ancienne enfant star                  |          |          |          |          |          |          |          |          |          |
| Perroquet      | Brett Lee       | Joueur de cricket                                  |          |          |          |          |          |          |          |          |          |
| Pieuvre        | Gretel Killeen  | Animatrice de télévision et comédienne             |          |          |          |          |          |          |          |          |          |

### Saison 2 (2020)
La deuxième saison australienne débute le 10 août 2020.
| Bushranger     | Bonnie Anderson    | Chanteuse, première gagnante d'Australia's Got Talent |  |  |  |  |  |  |  |  |  |  |  |  |  |  |  |  |  |  |  |
| Reine          | Kate Miller-Heidke | Chanteuse                                             |  |  |  |  |  |  |  |  |  |  |  |  |  |  |  |  |  |  |  |
| Lézard         | Eddie Perfect      | Chanteur, pianiste et comédien                        |  |  |  |  |  |  |  |  |  |  |  |  |  |  |  |  |  |  |  |
| Marionnette    | Simon Pryce        | Chanteur pour enfants, membre du groupe The Wiggles   |  |  |  |  |  |  |  |  |  |  |  |  |  |  |  |  |  |  |  |
| Chaton         | Julia Morris       | Actrice et animatrice de télévision                   |  |  |  |  |  |  |  |  |  |  |  |  |  |  |  |  |  |  |  |
| Cactus         | Lucy Durack        | Actrice et chanteuse                                  |  |  |  |  |  |  |  |  |  |  |  |  |  |  |  |  |  |  |  |
| Sorcier        | Isaiah Firebrace   | Chanteur, vainqueur d'X Factor Australie              |  |  |  |  |  |  |  |  |  |  |  |  |  |  |  |  |  |  |  |
| Libellule      | Sophie Monk        | Actrice, chanteuse et personnalité de télévision      |  |  |  |  |  |  |  |  |  |  |  |  |  |  |  |  |  |  |  |
| Paresseux      | Katie Noonan       | Chanteuse                                             |  |  |  |  |  |  |  |  |  |  |  |  |  |  |  |  |  |  |  |
| Poisson rouge  | Christine Anu      | Chanteuse pop                                         |  |  |  |  |  |  |  |  |  |  |  |  |  |  |  |  |  |  |  |
| Requin-marteau | Michael Bevan      | Ancien joueur de cricket                              |  |  |  |  |  |  |  |  |  |  |  |  |  |  |  |  |  |  |  |
| Echidné        | Mark Philippoussis | Ancien joueur de tennis                               |  |  |  |  |  |  |  |  |  |  |  |  |  |  |  |  |  |  |  |

### Saison 3 (2021)
La troisième saison australienne débute le 13 septembre 2021.
| Vampire    | Anastacia         | Chanteuse                                           |  |  |  |  |  |  |  |  |  |  |  |  |  |  |  |  |  |  |  |
| Poupée     | Em Rusciano       | Chanteuse, actrice et animatrice                    |  |  |  |  |  |  |  |  |  |  |  |  |  |  |  |  |  |  |  |
| Mulet      | Axle Whitehead    | Chanteur et acteur                                  |  |  |  |  |  |  |  |  |  |  |  |  |  |  |  |  |  |  |  |
| Kebab      | Jack Vidgen       | Chanteur                                            |  |  |  |  |  |  |  |  |  |  |  |  |  |  |  |  |  |  |  |
| Bébé       | Ella Hooper       | Autrice-compositrice-interprète                     |  |  |  |  |  |  |  |  |  |  |  |  |  |  |  |  |  |  |  |
| Éclair     | Alli Simpson      | Chanteuse                                           |  |  |  |  |  |  |  |  |  |  |  |  |  |  |  |  |  |  |  |
| Atlante    | Macy Gray         | Chanteuse et actrice                                |  |  |  |  |  |  |  |  |  |  |  |  |  |  |  |  |  |  |  |
| Ruben      | Kyle Sandilands   | Animateur TV et radio                               |  |  |  |  |  |  |  |  |  |  |  |  |  |  |  |  |  |  |  |
| Pavlova    | Mahalia Barnes    | Chanteuse                                           |  |  |  |  |  |  |  |  |  |  |  |  |  |  |  |  |  |  |  |
| Piñata     | Lote Tuqiri       | Joueur de rugby à XIII et de rugby à XV             |  |  |  |  |  |  |  |  |  |  |  |  |  |  |  |  |  |  |  |
| Professeur | Ben Lee           | Chanteur et acteur                                  |  |  |  |  |  |  |  |  |  |  |  |  |  |  |  |  |  |  |  |
| Plumeau    | George Calombaris | Chef cuisinier, ancien juré de MasterChef Australia |  |  |  |  |  |  |  |  |  |  |  |  |  |  |  |  |  |  |  |
| Volcan     | Vinnie Jones      | Ancien footballeur et acteur                        |  |  |  |  |  |  |  |  |  |  |  |  |  |  |  |  |  |  |  |

### Saison 4 (2022)
La quatrième saison australienne a été diffusée entre le 7 et le 28 août 2022.
| Masque           | Célébrité         | Occupation                             | Épisodes | Épisodes | Épisodes | Épisodes | Épisodes | Épisodes | Épisodes | Épisodes | Épisodes | Épisodes |
| Masque           | Célébrité         | Occupation                             | 1        | 2        | 3        | 4        | 5        | 6        | 7        | 8        | 9        | 11       |
| ---------------- | ----------------- | -------------------------------------- | -------- | -------- | -------- | -------- | -------- | -------- | -------- | -------- | -------- | -------- |
| Boule à facettes | Melody Thornton   | Chanteuse du groupe The Pussycat Dolls |          |          |          |          |          |          |          |          |          |          |
| Muflier          | Sheldon Riley     | Chanteur                               |          |          |          |          |          |          |          |          |          |          |
| Coq              | Hugh Sheridan     | Acteur et chanteur                     |          |          |          |          |          |          |          |          |          |          |
| Micro            | Michelle Williams | Chanteuse du groupe Destiny's Child    |          |          |          |          |          |          |          |          |          |          |
| Mouche           | Shannon Noll      | Chanteur                               |          |          |          |          |          |          |          |          |          |          |
| Popcorn          | Sam Sparro        | Chanteur                               |          |          |          |          |          |          |          |          |          |          |
| Gnome            | Matt Preston      | Critique gastronomique                 |          |          |          |          |          |          |          |          |          |          |
| Zombie           | Emma Watkins      | Chanteuse et danseuse                  |          |          |          |          |          |          |          |          |          |          |
| Tigre            | Jamie Durie       | Paysagiste et animateur de télévision  |          |          |          |          |          |          |          |          |          |          |
| Tong             | Pia Miranda       | Actrice                                |          |          |          |          |          |          |          |          |          |          |
| Chenille         | Lisa Curry        | Nageuse                                |          |          |          |          |          |          |          |          |          |          |
| Chevalier        | Ryan Moloney      | Acteur                                 |          |          |          |          |          |          |          |          |          |          |

### Saison 5 (2023)
La cinquième saison australienne a été diffusée entre le 11 septembre et le 7 novembre 2023.
| Costumes             | Identité           | Occupation                                            | Episodes | Episodes | Episodes | Episodes | Episodes | Episodes | Episodes | Episodes | Episodes | Episodes | Episodes |
| Costumes             | Identité           | Occupation                                            | 1        | 2        | 3        | 4        | 5        | 6        | 7        | 8        | 9        | 10       | 12       |
| -------------------- | ------------------ | ----------------------------------------------------- | -------- | -------- | -------- | -------- | -------- | -------- | -------- | -------- | -------- | -------- | -------- |
| Renard des neiges    | Dami Im            | Chanteuse                                             |          |          |          |          |          |          |          |          |          |          |          |
| Grande faucheuse     | Darren Hayes       | Chanteur                                              |          |          |          |          |          |          |          |          |          |          |          |
| Videur               | Conrad Sewell      | Chanteur                                              |          |          |          |          |          |          |          |          |          |          |          |
| Cow Girl             | Courtney Act       | Drag queen et chanteuse                               |          |          |          |          |          |          |          |          |          |          |          |
| Capitaine            | Brendan Fevola     | Joueur de football australien                         |          |          |          |          |          |          |          |          |          |          |          |
| Orque                | Amy Sheppard       | Chanteuse                                             |          |          |          |          |          |          |          |          |          |          |          |
| Burger               | La Toya Jackson    | Chanteuse                                             |          |          |          |          |          |          |          |          |          |          |          |
| Tiny                 | Pete Murray        | Chanteur                                              |          |          |          |          |          |          |          |          |          |          |          |
| Fée de l'espace      | Charlotte Crosby   | Personnalité de télé-réalité                          |          |          |          |          |          |          |          |          |          |          |          |
| Physalie             | Shaynna Blaze      | Décoratrice d'intérieur et personnalité de télévision |          |          |          |          |          |          |          |          |          |          |          |
| Avocat méchant       | Summer Warne       | Fille de Shane Warne                                  |          |          |          |          |          |          |          |          |          |          |          |
| Faon                 | Sandra Sully       | Journaliste et présentatrice du JT                    |          |          |          |          |          |          |          |          |          |          |          |
| Mannequin crash-test | Brian Austin Green | Acteur dont Beverly Hills 90210                       |          |          |          |          |          |          |          |          |          |          |          |

## En France (2019- )
En France, l'émission est intitulée Mask Singer. Elle est animée par Camille Combal, aussi animateur de Danse avec les Stars.
Durant les 3 premières saisons, le jury est composé de Kev Adams, Alessandra Sublet, Anggun et Jarry. En saison 4, Kev Adams reste juré, mais forme un nouveau quatuor avec Vitaa, Chantal Ladesou et Jeff Panacloc. En saison 5, les deux femmes sont remplacées par Elodie Frégé et Michèle Bernier. La saison 6 marque le retour de Chantal Ladesou, aux côtés de Kev Adams, Laurent Ruquier et Inès Reg. Lors de la saison 6 Elodie Poux remplace Inès Reg en saison 7 et enfin Michaël Youn remplace Elodie Poux en saison 8.

### Saison 1 (2019)
La saison 1 de Mask Singer est diffusée du 8 novembre au 13 décembre 2019.
| Costume    | Personnalité       | Occupation                             | Statut                        |
| ---------- | ------------------ | -------------------------------------- | ----------------------------- |
| Licorne    | Laurence Boccolini | Animatrice de télévision               | Démasqués lors du 6e épisode  |
| Aigle      | Karl Zéro          | Animateur de télévision et réalisateur | Démasqués lors du 6e épisode  |
| Panda      | Julie Zenatti      | Chanteuse                              | Démasqués lors du 6e épisode  |
| Paon       | Franck Leboeuf     | Footballer                             | Démasqués lors du 6e épisode  |
| Cupcake    | Natasha St-Pier    | Chanteuse                              | Démasqués lors du 5e épisode  |
| Lion       | David Douillet     | Judoka et homme politique              | Démasqués lors du 5e épisode  |
| Dino       | Yves Lecoq         | Humoriste et imitateur                 | Démasqués lors du 4e épisode  |
| Abeille    | Joyce Jonathan     | Chanteuse                              | Démasqués lors du 4e épisode  |
| Monstre    | Smaïn              | Acteur et humoriste                    | Démaqués lors du 3e épisode   |
| Hippocampe | Lio                | Chanteuse et actrice                   | Démaqués lors du 3e épisode   |
| Ecureuil   | Sheila             | Chanteuse                              | Démasquée lors du 2e épisode  |
| Panthère   | Marie-José Pérec   | Athlète                                | Démasquée lors du 1er épisode |

## Au Royaume-Uni (2020- )
ITV dévoile le 22 juillet 2019 que l’émission sera animé par Joel Dommett, finaliste d'I’m a Celebrity 2016.
Le jury est composé du présentateur et comédien Jonathan Ross, de l'animatrice de télévision Davina McCall, du comédien et humoriste américain Ken Jeong et de la chanteuse Rita Ora. La première saison est diffusée entre le 4 janvier 2020 et le 15 février 2020 sur la chaîne ITV. Pour la deuxième saison, Ken Jeong est remplacé par l'humoriste Mosiah « Mo » Gilligan, en raison des restrictions liées à la pandémie de Covid-19 au Royaume-Uni.
Donny Osmond, finaliste de la première saison américaine et gagnant de Dancing with the Stars 9, est invité lors de l'épisode 5, en remplacement de Ken Jeong. Lors de l'épisode 6, ce sont Sharon Osbourne et sa fille Kelly Osbourne (finaliste de Dancing with the Stars 9 et candidate de la saison 2 américaine) qui sont invitées comme juges.

## En Italie (2020- )
En Italie, l'émission est intitulée Il cantante mascherato (it). Elle est animée par Milly Carlucci, l'animatrice de Ballando con le stelle.
Le jury est composé du DJ Francesco Facchinetti, de l'acteur Flavio Insinna, du créateur de mode Guillermo Mariotto (it), de l'actrice Ilenia Pastorelli et de la chanteuse Patty Pravo. Pour la deuxième saison Mariotto et Pastorelli sont remplacés par Costantino della Gherardesca (it) et Caterina Balivo (it).
Légende

### Saison 1 (2020)
L'émission débute le 10 janvier 2020 et se termine le 31 janvier 2020.
Lors de la demi-finale, une contrainte de temps force Milly Carlucci à maintenir sur le suspense et la seconde célébrité démasquée de la demi-finale l'est au début de l'émission finale, le vendredi suivant.
| Lapin              | Teo Mammuccari (it)   | Animateur de télévision, acteur et chanteur    |  |  |  |  |  |  |  |  |  |  |  |  |
| Lion               | Al Bano               | Chanteur et ancien coach de The Voice of Italy |  |  |  |  |  |  |  |  |  |  |  |  |
| Mastiff napolitain | Alessandro Greco (it) | Imitateur, animateur de télévision et de radio |  |  |  |  |  |  |  |  |  |  |  |  |
| Ange               | Valerio Scanu         | Chanteur                                       |  |  |  |  |  |  |  |  |  |  |  |  |
| Monstre            | Fausto Leali          | Chanteur                                       |  |  |  |  |  |  |  |  |  |  |  |  |
| Paon               | Emanuela Aureli (it)  | Imitatrice et actrice                          |  |  |  |  |  |  |  |  |  |  |  |  |
| Caniche            | Arisa                 | Chanteuse                                      |  |  |  |  |  |  |  |  |  |  |  |  |
| Licorne            | Orietta Berti         | Chanteuse                                      |  |  |  |  |  |  |  |  |  |  |  |  |

### Saison 2 (2021)
L'émission débute le 29 janvier 2021 et se termine le 26 février 2021.
Comme pour la première saison, lors de la demi-finale, une contrainte de temps force Milly Carlucci à maintenir le suspense et la seconde célébrité démasquée de la demi-finale l'est au début de l'émission finale, le vendredi suivant.
| Perroquet    | Red Canzian (it)      | Chanteur                                        |  |  |  |  |  |  |  |  |  |  |  |  |  |
| Papillon     | Mietta                | Chanteuse ayant remporté le Festival de Sanremo |  |  |  |  |  |  |  |  |  |  |  |  |  |
| Loup         | Max Giusti (it)       | Humoriste, acteur et animateur                  |  |  |  |  |  |  |  |  |  |  |  |  |  |
| Ourson       | Simone Montedoro (it) | Acteur                                          |  |  |  |  |  |  |  |  |  |  |  |  |  |
| Chat         | Sergio Assisi (it)    | Acteur                                          |  |  |  |  |  |  |  |  |  |  |  |  |  |
| Girafe       | Katia Ricciarelli     | Chanteuse soprano                               |  |  |  |  |  |  |  |  |  |  |  |  |  |
| Tigre bleu   | Mauro Coruzzi (it)    | Animateur radio                                 |  |  |  |  |  |  |  |  |  |  |  |  |  |
| Bébé alien 2 | Gigi e Ross (it)      | Duo d'humoristes et animateurs de télévision    |  |  |  |  |  |  |  |  |  |  |  |  |  |
| Brebis       | Alessandra Mussolini  | Ex-femme politique                              |  |  |  |  |  |  |  |  |  |  |  |  |  |
| Bébé alien 1 | Ricchi e Poveri       | Groupe de chanteurs                             |  |  |  |  |  |  |  |  |  |  |  |  |  |

### Saison 3 (2022)
Cette troisième saison de la version italienne débute le 11 février 2022. Cette saison compte 12 candidats et est toujours présentée par Milly Carlucci. Deux nouveaux concurrents s'ajouteront lors de la 6e soirée.
| Renard            | Paolo Conticini (it)      | Acteur                                         |  |  |  |  |  |  |  |  |  |  |  |  |  |  |  |
| Poussin           | Lino Banfi                | Acteur                                         |  |  |  |  |  |  |  |  |  |  |  |  |  |  |  |
| Poussin           | Rosanna Banfi (it)        | Actrice, fille de Lino Banfi                   |  |  |  |  |  |  |  |  |  |  |  |  |  |  |  |
| Caméléon          | Riccardo Rossi            | Acteur et animateur de télévision              |  |  |  |  |  |  |  |  |  |  |  |  |  |  |  |
| Escargot          | Giancarlo Magalli (it)    | Acteur et animateur de télévision              |  |  |  |  |  |  |  |  |  |  |  |  |  |  |  |
| Escargot          | Michela Magalli           | Fille de Giancarlo Magalli                     |  |  |  |  |  |  |  |  |  |  |  |  |  |  |  |
| Soleil et Lune    | Cristiano Malgioglio (it) | Chanteur et commentateur                       |  |  |  |  |  |  |  |  |  |  |  |  |  |  |  |
| Manchot 2         | Gabriele Cirilli (it)     | Acteur et humoriste                            |  |  |  |  |  |  |  |  |  |  |  |  |  |  |  |
| Chatte            | Eleonora Giorgi           | Actrice                                        |  |  |  |  |  |  |  |  |  |  |  |  |  |  |  |
| Méduse            | Bianca Guaccero           | Actrice et chanteuse                           |  |  |  |  |  |  |  |  |  |  |  |  |  |  |  |
| Dragon            | Simone Di Pasquale (it)   | Danseur                                        |  |  |  |  |  |  |  |  |  |  |  |  |  |  |  |
| Poisson rouge     | Vladimir Luxuria          | Femme politique et personnalité de télévision  |  |  |  |  |  |  |  |  |  |  |  |  |  |  |  |
| Berger de Maremme | Riccardo Fogli            | Chanteur                                       |  |  |  |  |  |  |  |  |  |  |  |  |  |  |  |
| Manchot 1         | Edoardo Vianello          | Chanteur                                       |  |  |  |  |  |  |  |  |  |  |  |  |  |  |  |
| Hippocampe        | Cristina D'Avena          | Chanteuse                                      |  |  |  |  |  |  |  |  |  |  |  |  |  |  |  |
| Aigle             | Alba Parietti             | Chanteuse, actrice et animatrice de télévision |  |  |  |  |  |  |  |  |  |  |  |  |  |  |  |
| Poule             | Fiordaliso                | Chanteuse                                      |  |  |  |  |  |  |  |  |  |  |  |  |  |  |  |

### Saison 4 (2023)
Cette quatrième saison de la version italienne débute le 18 mars 2023. Cette saison est toujours présentée par Milly Carlucci.
| Chevalier vénitien | Samuel Peron (it)    | Danseur pro de Ballando con le stelle      |  |  |  |  |  |  |  |  |  |  |  |  |  |
| Âne                | Nino Frassica        | Acteur et humoriste                        |  |  |  |  |  |  |  |  |  |  |  |  |  |
| Hérisson           | Massimo Lopez (it)   | Acteur et doubleur                         |  |  |  |  |  |  |  |  |  |  |  |  |  |
| Hamster            | Nathalie Guetta      | Actrice                                    |  |  |  |  |  |  |  |  |  |  |  |  |  |
| Étoile             | Simona Ventura       | Animatrice                                 |  |  |  |  |  |  |  |  |  |  |  |  |  |
| Requin             | Tullio Solenghi (it) | Humoriste                                  |  |  |  |  |  |  |  |  |  |  |  |  |  |
| Mouffette          | Valeria Marini       | Mannequin et actrice                       |  |  |  |  |  |  |  |  |  |  |  |  |  |
| Cochon             | Signora Coriandoli   | Humoriste                                  |  |  |  |  |  |  |  |  |  |  |  |  |  |
| Hippopotame        | Mal Ryder            | Chanteur                                   |  |  |  |  |  |  |  |  |  |  |  |  |  |
| Colombes           | Simona Izzo          | Actrice et réalisatrice                    |  |  |  |  |  |  |  |  |  |  |  |  |  |
| Colombes           | Ricky Tognazzi       | Fils d'Ugo Tognazzi, acteur et réalisateur |  |  |  |  |  |  |  |  |  |  |  |  |  |
| Rose               | Valeria Fabrizi      | Actrice                                    |  |  |  |  |  |  |  |  |  |  |  |  |  |
| Cygne              | Sandra Milo          | Actrice                                    |  |  |  |  |  |  |  |  |  |  |  |  |  |
| Cygne              | Antonio Mezzancella  | Imitateur                                  |  |  |  |  |  |  |  |  |  |  |  |  |  |

## En Belgique (2020-)
En Belgique, l'émission est intitulée The Masked Singer (nl)  et est diffusée sur la chaîne flamande VTM.
L'émission est présenté par Niels Destadsbader (nl). Le panel de jury est composé de Jens Dendoncker (nl), Julie Van den Steen (nl), Karen Damen et d'un juge invité qui change à chaque émission.
Légende

### Saison 1 (2020)
| Reine        | Sandra Kim           | Chanteuse, première gagnante belge de l'Eurovision   |  |  |  |  |  |  |  |  |  |  |  |  |  |  |  |
| Plongeur     | Giovanni Kemper (nl) | Chanteur, danseur et acteur                          |  |  |  |  |  |  |  |  |  |  |  |  |  |  |  |
| Loup         | Kevin Janssens       | Acteur                                               |  |  |  |  |  |  |  |  |  |  |  |  |  |  |  |
| Barbe à papa | Nora Gharib (nl)     | Actrice, chanteuse et animatrice de télévision       |  |  |  |  |  |  |  |  |  |  |  |  |  |  |  |
| Singe        | Ruth Beeckmans       | Actrice                                              |  |  |  |  |  |  |  |  |  |  |  |  |  |  |  |
| Sirène       | Kathleen Aerts       | Actrice et chanteuse, membre du groupe K3            |  |  |  |  |  |  |  |  |  |  |  |  |  |  |  |
| Diable       | Andy Peelman (nl)    | Policier et présentateur                             |  |  |  |  |  |  |  |  |  |  |  |  |  |  |  |
| Loutre       | Sam Bettens          | Chanteur, membre du groupe K's Choice                |  |  |  |  |  |  |  |  |  |  |  |  |  |  |  |
| Libellule    | Dina Tersago         | Présentatrice de télévision et Miss Belgique 2001    |  |  |  |  |  |  |  |  |  |  |  |  |  |  |  |
| Monstre      | Bart Tommelein       | Politicien, bourgmestre d'Ostende et ancien ministre |  |  |  |  |  |  |  |  |  |  |  |  |  |  |  |

### Saison 2 (2022)
La seconde saison du programme en Belgique (sur la chaîne flamande VTM) a débuté le 14 janvier 2022. Cette année, d'anciens candidats de la saison 1 rejoignent les jurés : Andy Peelman, Kevin Janssens et Ruth Beeckmans 
| Miss Chatte    | Camille Dhont (nl)      | Chanteuse et actrice                            |  |  |  |  |  |  |  |  |  |  |  |  |  |  |  |  |  |
| Chevalier      | Loredana De Amicis (nl) | Chanteuse                                       |  |  |  |  |  |  |  |  |  |  |  |  |  |  |  |  |  |
| Lapin          | Conner Rousseau         | Homme politique, président de Vooruit           |  |  |  |  |  |  |  |  |  |  |  |  |  |  |  |  |  |
| Scorpion       | Klaasje Meijer          | Chanteuse, membre de K3                         |  |  |  |  |  |  |  |  |  |  |  |  |  |  |  |  |  |
| Roi des glaces | Guga Baúl (nl)          | Acteur, humoriste et imitateur                  |  |  |  |  |  |  |  |  |  |  |  |  |  |  |  |  |  |
| Flamme fatale  | Tine Embrechts          | Actrice et chanteuse                            |  |  |  |  |  |  |  |  |  |  |  |  |  |  |  |  |  |
| Perroquet      | Mathias Vergels (nl)    | Chanteur et acteur                              |  |  |  |  |  |  |  |  |  |  |  |  |  |  |  |  |  |
| Robots         | Lise Feryn              | Actrice et mannequin                            |  |  |  |  |  |  |  |  |  |  |  |  |  |  |  |  |  |
| Robots         | Aster Nzeyimana (nl)    | Journaliste sportif                             |  |  |  |  |  |  |  |  |  |  |  |  |  |  |  |  |  |
| Cerf rouge     | Johnny Logan            | Chanteur, multiple vainqueur de l'Eurovision    |  |  |  |  |  |  |  |  |  |  |  |  |  |  |  |  |  |
| Cyclope        | Bart Cannaerts (nl)     | Comédien de stand-up et animateur de télévision |  |  |  |  |  |  |  |  |  |  |  |  |  |  |  |  |  |
| Radis          | Erik Van Looy           | Réalisateur et animateur de télévision          |  |  |  |  |  |  |  |  |  |  |  |  |  |  |  |  |  |
| Rose           | Yanina Wickmayer        | Championne de tennis                            |  |  |  |  |  |  |  |  |  |  |  |  |  |  |  |  |  |

### Saison 3 (2023)
La troisième saison du programme a débuté le 3 février 2023. Jens Dendoncker, qui était jusqu'alors juré, passe à la présentation. Bart Cannaerts et Tine Embrechts, candidats de la saison précédente, rejoignent le jury.
| Magicien       | Aaron Blommaert (nl)   | Chanteur et acteur                                |  |  |  |  |  |  |  |  |  |  |  |  |  |  |  |  |  |  |  |  |  |
| Champignon     | Miguel Wiels           | Pianiste et compositeur                           |  |  |  |  |  |  |  |  |  |  |  |  |  |  |  |  |  |  |  |  |  |
| Corbeau        | Coely                  | Chanteuse                                         |  |  |  |  |  |  |  |  |  |  |  |  |  |  |  |  |  |  |  |  |  |
| Hippopotame    | Boris Van Severen (nl) | Acteur                                            |  |  |  |  |  |  |  |  |  |  |  |  |  |  |  |  |  |  |  |  |  |
| Foxy Lady      | Danira Boukhriss (nl)  | Journaliste et animatrice                         |  |  |  |  |  |  |  |  |  |  |  |  |  |  |  |  |  |  |  |  |  |
| Lion           | Maksim Stojanac        | Chanteur et animateur                             |  |  |  |  |  |  |  |  |  |  |  |  |  |  |  |  |  |  |  |  |  |
| Minotaure      | Jan Van Looveren (nl)  | Acteur                                            |  |  |  |  |  |  |  |  |  |  |  |  |  |  |  |  |  |  |  |  |  |
| Momie          | Véronique De Kock      | Miss Belgique 1995, comédienne et animatrice      |  |  |  |  |  |  |  |  |  |  |  |  |  |  |  |  |  |  |  |  |  |
| Cosmos         | Siska Schoeters        | Animatrice de radio                               |  |  |  |  |  |  |  |  |  |  |  |  |  |  |  |  |  |  |  |  |  |
| Soaperstar     | Katrin Kerkhofs (nl)   | Animatrice de télévision                          |  |  |  |  |  |  |  |  |  |  |  |  |  |  |  |  |  |  |  |  |  |
| Papillon       | Anouk Matton           | Chanteuse et influenceuse                         |  |  |  |  |  |  |  |  |  |  |  |  |  |  |  |  |  |  |  |  |  |
| Lampe          | Timmy Simons           | Footballeur, ancien capitaine des Diables rouges  |  |  |  |  |  |  |  |  |  |  |  |  |  |  |  |  |  |  |  |  |  |
| Colonel Carlin | Marc Coucke            | Homme d'affaires, propriétaire du RSC Anderlercht |  |  |  |  |  |  |  |  |  |  |  |  |  |  |  |  |  |  |  |  |  |
| Skiwi          | Herman Verbruggen      | Acteur                                            |  |  |  |  |  |  |  |  |  |  |  |  |  |  |  |  |  |  |  |  |  |

### Saison 4 (2024)
La quatrième saison du programme a débuté le 20 septembre 2024, toujours animée par Jens Dendoncker. Aaron Blommaert, Boris Van Severen et Véronique De Cock, candidats de la saison précédente, rejoignent le jury.
| Labradoodle     | Francisco Schuster   | Chanteur                                      |  |  |  |  |  |  |  |  |  |  |  |  |  |  |  |  |  |  |  |  |  |
| Phénix          | Gustaph              | Chanteur                                      |  |  |  |  |  |  |  |  |  |  |  |  |  |  |  |  |  |  |  |  |  |
| Poupée          | Nathalie Meskens     | Actrice et chanteuse                          |  |  |  |  |  |  |  |  |  |  |  |  |  |  |  |  |  |  |  |  |  |
| Médusa          | Linda Mertens        | Chanteuse du groupe Milk Inc.                 |  |  |  |  |  |  |  |  |  |  |  |  |  |  |  |  |  |  |  |  |  |
| Lotte           | Ruslana              | Chanteuse                                     |  |  |  |  |  |  |  |  |  |  |  |  |  |  |  |  |  |  |  |  |  |
| Girafe          | James Cooke          | Acteur et animateur de télévision             |  |  |  |  |  |  |  |  |  |  |  |  |  |  |  |  |  |  |  |  |  |
| Zèbre           | Céline Van Ouytsel   | Miss Belgique 2020 et animatrice              |  |  |  |  |  |  |  |  |  |  |  |  |  |  |  |  |  |  |  |  |  |
| Duo de l'espace | Samson & Marie       | Duo star des enfants                          |  |  |  |  |  |  |  |  |  |  |  |  |  |  |  |  |  |  |  |  |  |
| Ecureuil        | Wout Van Aert        | Champion cycliste                             |  |  |  |  |  |  |  |  |  |  |  |  |  |  |  |  |  |  |  |  |  |
| Dame blanche    | Zita Wauters         | Actrice et animatrice                         |  |  |  |  |  |  |  |  |  |  |  |  |  |  |  |  |  |  |  |  |  |
| Tik & Tok       | Joris Hessels        | Acteur et animateur de radio et de télévision |  |  |  |  |  |  |  |  |  |  |  |  |  |  |  |  |  |  |  |  |  |
| Tik & Tok       | Dominique Van Malder | Acteur                                        |  |  |  |  |  |  |  |  |  |  |  |  |  |  |  |  |  |  |  |  |  |
| Gland           | Frank Verstraeten    | DJ                                            |  |  |  |  |  |  |  |  |  |  |  |  |  |  |  |  |  |  |  |  |  |
| Arbre           | Wim de Vilder        | Présentateur du journal télévisé              |  |  |  |  |  |  |  |  |  |  |  |  |  |  |  |  |  |  |  |  |  |
| Micro           | Hugo Sigal           | Chanteur                                      |  |  |  |  |  |  |  |  |  |  |  |  |  |  |  |  |  |  |  |  |  |
| M. Chicon       | Karl Vannieuwkerke   | Journaliste                                   |  |  |  |  |  |  |  |  |  |  |  |  |  |  |  |  |  |  |  |  |  |

## En Espagne (2020- )
L'émission est diffusée sous le nom Mask Singer: adivina quién canta (es).
Les juges de la première saison sont l'acteur Javier Ambrossi, l'acteur Javier Calvo, la chanteuse Malú et l'humoriste et acteur José Mota. Des personnalités locales sont invités également en tant que juges.
Ambrossi, Calvo, Mota sont de retour lors de la deuxième saison, avec Paz Vega (vainqueur de la saison 1) en remplacement de Malú.
Lors de la troisième saison Mota et Vega quitte l'émission et sont remplacés par la chanteuse Mónica Naranjo et l'actrice Ana Obregón.
Légende

### Saison 1 (2020)
| Costume    | Célébrités             | Occupation                                                  | Épisodes | Épisodes | Épisodes | Épisodes | Épisodes | Épisodes | Épisodes | Épisodes |
| Costume    | Célébrités             | Occupation                                                  | 1        | 2        | 3        | 4        | 5        | 6        | 7        | 8        |
| ---------- | ---------------------- | ----------------------------------------------------------- | -------- | -------- | -------- | -------- | -------- | -------- | -------- | -------- |
| Catrina    | Paz Vega               | Actrice récompensée du Prix Goya du meilleur espoir féminin |          |          |          |          |          |          |          |          |
| Caniche    | Genoveva Casanova      | Aristocrate                                                 |          |          |          |          |          |          |          |          |
| Caméléon   | Toni Cantó             | Acteur et politicien                                        |          |          |          |          |          |          |          |          |
| Corbeau    | Jorge Lorenzo          | Pilote de vitesse moto, triple champion du monde MotoGP     |          |          |          |          |          |          |          |          |
| Tournesol  | Al Bano                | Chanteur                                                    |          |          |          |          |          |          |          |          |
| Paon       | Pastora Soler          | chanteuse andalouse                                         |          |          |          |          |          |          |          |          |
| Cochon     | Terelu Campos (es)     | Animatrice de télévision et fille de María Teresa Campos    |          |          |          |          |          |          |          |          |
| Monstre    | Fernando Tejero (es)   | Acteur récompensé du Prix Goya du meilleur espoir masculin  |          |          |          |          |          |          |          |          |
| Crevette   | Màxim Huerta           | Journaliste, écrivain et homme politique                    |          |          |          |          |          |          |          |          |
| Robot      | Cristina Pedroche (es) | Animatrice de télévision                                    |          |          |          |          |          |          |          |          |
| Licorne    | Norma Duval            | Vedette de cabaret et de variété                            |          |          |          |          |          |          |          |          |
| Coccinelle | Mónica Carrillo (es)   | Journaliste et écrivaine                                    |          |          |          |          |          |          |          |          |
| Pieuvre    | Pepe Navarro (es)      | Animateur de télévision                                     |          |          |          |          |          |          |          |          |
| Lion       | Georgina Rodríguez     | Influenceuse et compagne de Cristiano Ronaldo               |          |          |          |          |          |          |          |          |

- Paz a été juge invité sur la version mexicaine, ¿Quién es la máscara? en 2019.
- Al a été candidat et à terminé à la 2e place sur la version italienne, Il cantante mascherato en 2020.

### Saison 2 (2021)
| Hérisson       | Joaquín Cortés       | Danseur                                                          |  |  |  |  |  |  |  |  |  |  |  |
| Banane         | Willy Bárcenas       | Chanteur de Taburete (es)                                        |  |  |  |  |  |  |  |  |  |  |  |
| Œuf            | María Pombo          | Influenceuse                                                     |  |  |  |  |  |  |  |  |  |  |  |
| Petite Monstre | Anne Igartiburu      | Animatrice de télévision                                         |  |  |  |  |  |  |  |  |  |  |  |
| Dame Éclat     | Tamara Gorro (es)    | Influenceuse                                                     |  |  |  |  |  |  |  |  |  |  |  |
| Crocodile      | Bertín Osborne       | Aristocrate, présentateur, chanteur, acteur et chef d'entreprise |  |  |  |  |  |  |  |  |  |  |  |
| Paëlla         | Ainhoa Arteta (es)   | Chanteuse d'opéra                                                |  |  |  |  |  |  |  |  |  |  |  |
| Dragon         | María Zurita         | Businesswoman                                                    |  |  |  |  |  |  |  |  |  |  |  |
| Manchot        | Pepe Reina           | Footballeur international                                        |  |  |  |  |  |  |  |  |  |  |  |
| Flamant rose   | Mar Flores (es)      | Actrice                                                          |  |  |  |  |  |  |  |  |  |  |  |
| Chien          | José Manuel Calderón | Ancien basketteur                                                |  |  |  |  |  |  |  |  |  |  |  |
| Méduse         | Mel B                | Chanteuse membre des Spice Girls                                 |  |  |  |  |  |  |  |  |  |  |  |
| Grenouille     | Josep Pedrerol (es)  | Journaliste sportif                                              |  |  |  |  |  |  |  |  |  |  |  |
| Cactus         | Eva Hache (es)       | Comédienne et comique                                            |  |  |  |  |  |  |  |  |  |  |  |
| Ange           | Paloma San Basilio   | Chanteuse                                                        |  |  |  |  |  |  |  |  |  |  |  |
| Papillon       | Esperanza Aguirre    | Ancienne politicienne                                            |  |  |  |  |  |  |  |  |  |  |  |
| Chatte         | Isabel Preysler      | Socialite et mère d'Enrique Iglesias                             |  |  |  |  |  |  |  |  |  |  |  |
| Ménine         | La Toya Jackson      | Chanteuse et membre de la Famille Jackson                        |  |  |  |  |  |  |  |  |  |  |  |

- La Toya a participé à la première saison américaine.
- Mel B a participé à la deuxième saison britannique.

### Saison 3 (2023)
| Stage name    | Celebrity                    | Occupation                                   | Episodes | Episodes | Episodes | Episodes | Episodes | Episodes | Episodes | Episodes |
| Stage name    | Celebrity                    | Occupation                                   | 1        | 2        | 3        | 4        | 5        | 6        | 7        | 8        |
| ------------- | ---------------------------- | -------------------------------------------- | -------- | -------- | -------- | -------- | -------- | -------- | -------- | -------- |
| Petite souris | Ana Torroja                  | Chanteuse                                    |          |          |          |          |          |          |          |          |
| Gorille       | Fernando Morientes           | Ancien footballeur                           |          |          |          |          |          |          |          |          |
| Hippocampe    | Sabrina Salerno              | Chanteuse italienne                          |          |          |          |          |          |          |          |          |
| Coq           | Paco Tous                    | Acteur                                       |          |          |          |          |          |          |          |          |
| Fée           | Alaska                       | Chanteuse hispano-mexicaine                  |          |          |          |          |          |          |          |          |
| Bébé          | Dulceida (es)                | Influenceuse                                 |          |          |          |          |          |          |          |          |
| Cupcake       | Ana Milán                    | Actrice                                      |          |          |          |          |          |          |          |          |
| Aliens        | Miguel Torres                | Ancien footballeur                           |          |          |          |          |          |          |          |          |
| Aliens        | Paula Echevarría             | Actrice et mannequin                         |          |          |          |          |          |          |          |          |
| Banderille    | Naty Abascal                 | Personnalité mondaine                        |          |          |          |          |          |          |          |          |
| Sirène        | Bo Derek                     | Actrice et mannequin américaine              |          |          |          |          |          |          |          |          |
| Squelette     | Feliciano López              | Ancien tennisman                             |          |          |          |          |          |          |          |          |
| Tigre         | El Rubius                    | YouTubeur                                    |          |          |          |          |          |          |          |          |
| Gnome         | José Ramón de la Morena (es) | Journaliste sportif                          |          |          |          |          |          |          |          |          |
| Matriochka    | Valeria Mazza                | Mannequin                                    |          |          |          |          |          |          |          |          |
| Arlequine     | Tori Spelling                | Actrice américaine dont Beverly Hills, 90210 |          |          |          |          |          |          |          |          |
| Pharaon       | Arantxa Sánchez Vicario      | Ancienne joueuse de tennis                   |          |          |          |          |          |          |          |          |

- Tori a participé à la version américaine en 2019, et a été invité sur les versions australienne et française en 2022.

## Au Brésil (2021- )
| # | Direction     | Présentation  | Vainqueur                           | Vainqueur       |
| - | ------------- | ------------- | ----------------------------------- | --------------- |
| 1 | Marcelo Amiky | Ivete Sangalo | Drapeau de l'État de São Paulo      | Priscilla       |
| 2 | Marcelo Amiky | Ivete Sangalo | Drapeau de l'État de Rio de Janeiro | David Junior    |
| 3 | Marcelo Amiky | Ivete Sangalo | Drapeau de Paraíba                  | Flay            |
| 4 | Marcelo Amiky | Ivete Sangalo | Drapeau du Ceará                    | Silvero Pereira |
| 5 | Marcelo Amiky | Eliana        | Drapeau de l'État de São Paulo      | Diego Martins   |